# José Rondeau
José Casimiro Rondeau (Buenos Aires, Imperio español; 4 de marzo de 1773-Montevideo, Estado Oriental del Uruguay; 18 de noviembre de 1844) fue un militar y político rioplatense con destacada actuación en la guerra de independencia de la Banda Oriental y de Argentina. Venció a los realistas en la batalla de Cerrito en 1812. Como jefe del Ejército del Norte, sufrió una de las tres grandes derrotas  en el Alto Perú, con tropas del general español Joaquín de la Pezuela, la Batalla de Sipe Sipe o de Viluma (noviembre de 1815). Fue director supremo de las Provincias Unidas del Río de la Plata  antes de la derrota, en abril de 1815 y nuevamente en 1819-1820.

## El Sitio de Montevideo
En 1790 José Rondeau se trasladó con su familia a Montevideo. En agosto de 1793 ingresó como cadete del Regimiento de Infantería de Buenos Aires y en 1806 ya era capitán del Regimiento de Blandengues de Montevideo.
En 1807, durante las invasiones inglesas al Virreinato del Río de la Plata, fue hecho prisionero cuando cayó en poder de los invasores la ciudad de Montevideo.
Puesto en libertad en Gran Bretaña en 1808, quedó en España, siempre en servicio del rey. Volvió a Montevideo, donde lo sorprendió la Revolución de Mayo de 1810. Decidido por la causa de los revolucionarios, pasó a la otra banda rioplatense donde la Primera Junta de Buenos Aires le dio plaza en el ejército con el grado de teniente coronel, destinándolo a las operaciones de la Banda Oriental en carácter de jefe de las fuerzas independientes. Promovido a coronel y al mando del Regimiento de Dragones de la Patria, sitió a Montevideo, donde obtuvo dos victorias: el 15 de julio de 1811 organizó el exitoso asalto de la isla de las ratas y un año después, el 31 de diciembre de 1812, ganó la batalla de Cerrito.

## Conflictos con Artigas
El caudillo oriental José Artigas se unió al sitio de Montevideo y reunió un congreso en Tres Cruces, donde los representantes de los pueblos de la Provincia Oriental eligieron sus diputados para unirse a la Asamblea del año XIII. Sin embargo, los diputados fueron rechazados por la Asamblea, que estaba dominada por la Logia Lautaro, porque llevaban instrucciones de conseguir autonomía política, económica y militar para  todas las provincias y  “la libertad civil religiosa en toda su extensión imaginable ” para todos sus habitantes. Además se exigía que el gobierno de las provincias estuviera en cualquier provincia a excepción de Buenos Aires. El gobierno porteño quería mantener una forma de estado claramente unitaria, no innovando al respecto.
Por orden de la Asamblea, Rondeau organizó su propio congreso en la Capilla de Maciel, donde la mayoría de los diputados de los pueblos fueron elegidos directamente por Rondeau, excluyendo expresamente a los aliados de Artigas. Como resultado, este congreso nombró diputados a la Asamblea únicamente a partidarios del gobierno. Éstos viajaron sin instrucciones, quedando librados a su conciencia y a la presión de los porteños.
En vista de estos hechos, Artigas se retiró del sitio de Montevideo a principios de enero de 1814, seguido por sus hombres. Pese a que esto dejó desguarnecido parte del campamento patriota, los españoles habían quedado escarmentados en la batalla de Cerrito y no lo aprovecharon.
Rondeau pidió desesperadamente refuerzos para suplir a los orientales; se los enviaron en mayo, cuando ya el capitán Guillermo Brown había vencido a la flota española dejando aislada a la ciudad. Junto a los refuerzos, el Director Supremo de las Provincias Unidas del Río de la Plata, Gervasio Antonio de Posadas, envió un nuevo jefe para el ejército sitiador, reemplazando a Rondeau en el cargo cuando la plaza se hallaba virtualmente tomada. El nuevo jefe fue Carlos María de Alvear, militar sin ninguna experiencia o mérito previos, que quería para sí la gloria de tomar la ciudad. La logró apenas unos días después, y a continuación se lanzó a perseguir a Artigas y sus partidarios.

## El Ejército del Norte
Para disimular el escandaloso reemplazo,  Posadas ascendió a José Rondeau a brigadier general y lo designó jefe del Ejército del Norte de las Provincias Unidas del Río de la Plata. De inmediato se puso a organizar la que fue la Tercera campaña al Alto Perú. Contaba para ello con los refuerzos enviados desde Montevideo, es decir, tropas que habían participado del sitio, muchos de los antiguos sitiados y, sobre todo, un poderoso armamento capturado allí. Cuando todo estaba listo, recibió la noticia de que Posadas mandaba reemplazarlo en el mando del ejército por Alvear. Varios oficiales se sublevaron y desconocieron públicamente la autoridad de Alvear, obligándolo a regresar antes de llegar a su destino.
Esta rebelión obligó a de Posadas a renunciar, y en su lugar fue elegido Alvear; este dedicó su gobierno a perseguir a sus opositores, pero apenas tres meses más tarde fue derrocado por una rebelión militar. El cabildo porteño designó para sucederlo a Rondeau, que no podía perseguir a nadie en la capital por la sencilla razón de que estaba a 2000 kilómetros de allí. Para suplirlo en la capital quedó el jefe de la revolución que había derrocado a Alvear, el coronel Ignacio Álvarez Thomas.
Todos estos desórdenes minaron la autoridad del jefe del Ejército, que perdió meses claves en preparativos y reorganizaciones. Entre otras cosas, reemplazó como jefe de vanguardia al coronel Martín Miguel de Güemes por Martín Rodríguez. Éste, acostumbrado a la lucha de las "fuerzas regulares" en llanura, y desconocedor del terreno montañoso y de la Puna, fue vencido y tomado prisionero por una vanguardia realista de solo 100 hombres en la Sorpresa del Tejar, al norte de la Quebrada Jujeña.
Poco después, las milicias de Güemes y el Regimiento de  Granaderos a Caballo salteño salvaron la campaña en la victoria del Combate de Puesto del Marqués (abril de 1815), en la Puna Jujeña, liberando a Martín Rodríguez.  Recién entonces Rondeau pudo iniciar su Expedición; pero su obstinación en despreciar a Güemes y sus milicias llevó a que Güemes no se integrara a la Expedición del Ejército del Norte. Cabe mencionar también, que acompañar a Rondeau al Alto Perú implicaba dejar indefensos Jujuy y Salta al hostigamiento continuo e invasiones  de los realistas. Apenas llegado a Salta, Güemes fue elegido gobernador de la provincia de Salta  erigida en 1814 como separada  por disposición del Director Supremo Gervasio Posadas. Rondeau, sitió la ciudad de Salta en  oposición al entonces gobernador Güemes.

## Tercera campaña al Alto Perú

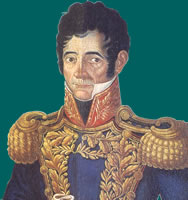
Jose Rondeau

En mayo de 1815, el Ejército del Norte  de las Provincias Unidas del Río de la Plata entró en Potosí, mientras que  Juan Antonio Álvarez de Arenales e Ignacio Warnes se fortalecían en Vallegrande y Santa Cruz de la Sierra. En 1814 Juan Antonio Álvarez de Arenales había sido designado por Rondeau como "comandante general de las tropas del interior" siendo la figura de mayor autoridad leal a los patriotas en la Provincia de Charcas. El 11 de agosto Ignacio Warnes fue elegido como gobernador de Santa Cruz, después de haber enviado su renuncia a José Rondeau, por ciertos movimientos políticos internos y conflictos de mando con Arenales. El vecindario financió la campaña de Warnes a Chiquitos, donde el 7 de octubre venció a los realistas Udaeta y Altolaguirre en la batalla de Santa Bárbara. Mientras tanto, Rondeau ordenó reemplazar a Warnes por Santiago Carrera, quien fue depuesto del cargo y muerto.
Pero a mediados de octubre, Rodríguez decidió atacar de noche a los realistas acantonados en Venta y Media, sufriendo una tremenda derrota.
Con un ejército desmoralizado y anárquico, Rondeau concentró sus tropas cerca de Cochabamba, en el llano de Sipe Sipe. Allí se enfrentaron los 3100 soldados patriotas y sus 9 cañones (sin la colaboración de los voluntarios indios, despreciados por motivos raciales) contra los 5000 realistas, armados con 23 cañones. El jefe enemigo, Joaquín de la Pezuela, resultó mucho mejor estratega que Rondeau. La derrota de la Batalla de Sipe Sipe, del 29 de noviembre de 1815, fue un desastre total. Las Provincias Unidas del Río de la Plata perdieron para siempre a las provincias del Alto Perú y cuando lograron su independencia de España lo hicieron como un estado independiente, surgiendo la República de Bolivia.

## Conflictos con Güemes
Luego de la derrota patriota del Ejército del Norte comandado por Rondeau y Martín Rodríguez en el Combate del Tejar, en plena frontera norte de lo que hoy es argentina, el Ejército del Norte emprendió su retirada hacia Salta la actual con el objeto de rearmarse. Allí  José Rondeau se propuso humillar al Gobernador Martín  Güemes, y sumar sus milicias para una nueva expedición al Alto Perú. Para empeorar las cosas, había solicitado al Director Álvarez Thomas  refuerzos para incorporar al Ejército del Norte, al mando de Domingo French, y derrocar a Güemes si fuera necesario. Advertido Güemes, por sus leales, entre los que se contaba Posadas y el mismo Belgrano, no los dejó pasar hasta haberse asegurado de que no lo atacarían.
En enero de 1816 el Ejército del Norte dirigido por Rondeau sitió  la ciudad de Salta pero, tras algunas semanas de absurdos enfrentamientos , finalmente se firmó un tratado entre Rondeau y el gobernador de Salta, denominado Pacto de Cerrillos . En éste se le encargaba la defensa de la frontera norte del país al gobernador  Güemes, restituyéndolo  como Jefe del Ejército de Observación mientras que el Ejército del Norte y Rondeau se dirigían al Alto Perú (actual Bolivia) . Güemes y sus milicias pudieron cumplir el desafío, conocedores del terreno y del enemigo: rechazaron siete Invasiones Realistas a Salta y Jujuy y mantuvieron la retaguardia defendida del Ejército del Norte en el sur de la actual Bolivia, con la ayuda inestimable del comandante de la Puna y de Tarija, coronel Campero, último marqués de Yavi. Resistieron en ese frente al rearmado Ejército Realista, comandado por Pezuela y De la Serna, mientras que el general San Martín y su Ejército de los Andes liberaban Chile y llegaban al foco del realismo en América del Sur, al Perú.
No tuvo igual suerte Rondeau, a principios de mayo de 1816  fue reemplazado como Director Supremo por Juan Martín de Pueyrredón, y dos meses más tarde, tras la derrota de Sipe Sipe,  fue reemplazado en el Ejército del Norte, que volvió a la jefatura de Manuel Belgrano. Belgrano tampoco logró reunir recursos para una cuarta campaña al Alto Perú, en las provincias ya despuntaban el conflicto entre unitarios y federales. Así como en 1820 se suprimió el cargo de Director Supremo - siendo casualmente Rondeau el último-  también el Ejército del Norte fue disuelto, murió Belgrano y el ejército fue desmembrado por los caudillos provinciales, inmersos ya en guerras civiles que dieron comienzo a un periodo anárquico (Anarquía del año XX)

## Gobernador de Buenos Aires y Director
En 1818, José Rondeau fue nombrado inspector general del ejército y la frontera con los indios del sur, que se habían levantado contra el avance de la población blanca en la provincia de Buenos Aires, aprovechando el desorden del ejército.
En abril de 1819 fue nombrado Gobernador de la provincia de Buenos Aires, aunque su autoridad era simplemente delegada del Director Supremo Juan Martín de Pueyrredón. En junio de ese año, la renuncia de Pueyrredón lo llevó al puesto de Director Supremo de las Provincias Unidas del Río de la Plata.
Su mando militar no fue efectivo fuera de Buenos Aires, y su poder político en las Provincias Unidas del Río de la Plata luego del rechazo de la Constitución unitaria de 1819.  Los gobernadores de Cuyo y Salta se acogieorn a la Constitución y fueron aliados del Directorio. Los de Córdoba y Tucumán, nombrados por Pueyrredón, se manejaban con mucha autonomía, cabe mencionar el intento de Bernabé Araóz de formar la República del Tucumán , deponiendo a Feliciano de la Mota Botello, gobernador nombrado por el Directorio. Por su parte, las provincias litorales (la Banda Oriental, Corrientes, Entre Ríos y Santa Fe), negaban toda autoridad al gobierno porteño y se sublevaron, no sin medrar influencias del vecino Imperio del Brasil. Una tensa tregua mantenía la paz con Santa Fe, e incluso se mantenían en pie algunas peligrosas montoneras en Córdoba. La Banda Oriental, o al menos sus ciudades costeras, estaba dominada por los invasores portugueses.
Sin embargo, la peor amenaza para las Provincias Unidas estaba mucho más lejos: en Cádiz se estaba organizando una poderosa invasión, que vino finalmente por el norte, por el Perú. La revolución liberal en España suspendió su partida, pero la noticia no llegó a Buenos Aires sino después de la caída del Directorio.
Rondeau se empeñó en combatir a los federales, obstinado en no cederles la autonomía que reclamaban. Ordenó a José de San Martín que trajera el Ejército de los Andes a luchar también en la guerra civil, pero fue desobedecido y San Martín continuó la campaña para liberar Chile y atacar Perú. Manuel Belgrano, a cargo del Ejército del Norte, recibió la orden de abandonar Tucumán y combatir la Sublevación del Litoral. Obedeció, dejando el mando de una retaguardia en Tucumán en manos de Francisco Fernández de la Cruz, y como segundo al general Bustos. Como San Martín se negó, envió al general Juan Ramón Balcarce a tomar el mando de su ejército y traerlo a Buenos Aires; pero el gobernador de Santa Fe,  Estanislao López detuvo el convoy.

## Batalla de Cepeda y caída del Directorio
Rondeau decidió que la tregua estaba rota y ordenó a Manuel Belgrano trasladar el Ejército del Norte enteramente a la guerra contra Santa Fe. Hizo también algo mucho peor: invitó al gobernador portugués de la Banda Oriental, Carlos Federico Lecor, a invadir las provincias de Entre Ríos y Corrientes. Es decir que se negó a expulsar a los invasores de parte del territorio que gobernaba y los invitó a invadir otras porciones de su territorio.
En octubre, el caudillo entrerriano Francisco Ramírez pasó a la ofensiva e invadió el norte de la provincia de Buenos Aires. Rondeau salió a campaña y se puso al frente del ejército porteño, pero el 8 de enero de 1820 estalló el motín de Arequito, en el que el Ejército del Norte, Bustos depuso a su comandante y se negó a seguir la guerra civil.
Rondeau quedó solo frente a López y Ramírez, que el 1 de febrero de 1820 lo enfrentaron en la Batalla de Cepeda. El director formó su ejército en una disposición clásica, con la caballería a los lados y la infantería y la artillería al medio; protegiendo sus espaldas quedaba la larga formación de carretas. Una posición muy difícil de vencer, salvo que el enemigo no estuviera obligado a atacar de frente. Los jefes federales rodearon el dispositivo y se pusieron a sus espaldas. De inmediato atacaron a la caballería, mientras la infantería trataba de asomarse entre los carros y los cañones aún apuntaban para el otro lado. La batalla duró diez minutos, y la huida de la caballería directorial arrastró a Rondeau. El resto del ejército tuvo que retirarse hacia San Nicolás de los Arroyos y embarcarse de regreso a Buenos Aires.
Todo el norte de Buenos Aires fue invadido por los caudillos, que llegaron en pocos días a los alrededores de la capital. Rondeau renunció el 11 de febrero, y en marzo abandonó la ciudad trasladándose a Montevideo. Su caída causó la caída del Directorio y del Congreso de Tucumán; hasta mediados de 1862 no hubo un gobierno nacional reconocido por todas las provincias argentinas.

## Actuación posterior en Argentina
Durante la década siguiente Rondeau ayudó al gobernador de la Provincia de Buenos Aires, Martín Rodríguez, en sus campañas contra los indios del sur de Buenos Aires. En 1825 hizo una campaña general sobre la frontera pero fue completamente derrotado en Toldos Viejos, cerca de Dolores. Desde entonces pasó a ejercer su mando desde Buenos Aires.
Estando en guerra las Provincias Unidas del Río de la Plata contra el Imperio del Brasil por la recuperación de la Banda Oriental, fue nombrado comandante del ejército que debía operar en la Banda Oriental. Pero el ministro de Guerra, Alvear, lo reemplazó por sí mismo.

## Actuación en Uruguay
El gobernador Manuel Dorrego nombró a Rondeau su ministro de guerra, pero el 10 de octubre de 1828 renunció, pues en el recién nacido Estado Oriental del Uruguay, la Asamblea General Constituyente y Legislativa reunida en Florida, en votación unánime, lo llamó a ocupar el puesto de gobernador y capitán general Provisorio. El 22 de diciembre de 1828 prestó juramento ante la Sala de Representantes que en esos momentos funcionaba en Canelones. Esto neutralizó las ambiciones de mando de los generales Fructuoso Rivera y Juan Antonio Lavalleja, empeñado cada uno en ser gobierno. Renunció el 17 de abril de 1830, poco después de la sanción de la primera constitución de Uruguay y, al día siguiente, fue ascendido en el ejército con el grado de brigadier general.
Durante la presidencia de Rivera, en 1832, se le designó Encargado de Negocios ante el gobierno argentino. En 1835 se lo nombró Jefe del Estado Mayor del Ejército, función que abandonó por motivos de salud el 5 de abril de 1838. Fue nuevamente ministro de Guerra entre el 6 de febrero de 1839 y el 5 de marzo de 1840. Con sus exiguas fuerzas físicas participó en la Defensa de Montevideo en 1843 y 1844, en el período más duro del asedio, junto a muchos militares argentinos veteranos como él.

## Fallecimiento
José Rondeau falleció en Montevideo, el 18 de noviembre de 1844.
Enterrado con excepcionales honores, sus restos, que descansan en el Panteón Nacional del Cementerio Central, fueron solicitados en 1891 por la Argentina a fin de reintegrarlos a su patria natal, pero Uruguay determinó que sus cenizas debían permanecer en su suelo, al cual había servido como patria propia. En su honor se le dio su nombre a la avenida montevideana que comienza en la Plaza Cagancha, en el Centro, y que se extiende hasta la Avenida Agraciada, en La Aguada.

| Predecesor: José de San Martín                                                                             | General en Jefe del Ejército del Norte 1814-1816                                    | Sucesor: Manuel Belgrano                                                                                   |
| Predecesor: Carlos María de Alvear                                                                         | Director Supremo de las Provincias Unidas del Río de la Plata 1815                  | Sucesor: Ignacio Álvarez Thomas                                                                            |
| Predecesor: Juan Martín de Pueyrredón                                                                      | Director Supremo de las Provincias Unidas del Río de la Plata 1819-1820             | Sucesor: Juan Pedro Aguirre                                                                                |
| Predecesor: creado provisionalmente (anterior mandatario de la Provincia Oriental: Juan Antonio Lavalleja) | gobernador y capitán general Provisorio del Estado Oriental del Uruguay 1828 – 1830 | Sucesor: fin del cargo (posterior mandatario interino del Estado Oriental del Uruguay: Luis Eduardo Pérez) |